# XIX Premis de la Crítica de les Arts Escèniques
La dinovena edició dels Premis de la Crítica de les Arts Escèniques va correspondre a l'any 2016. El lliurament dels premis va tenir lloc a l'Antiga Fàbrica Estrella Damm de Barcelona, el 27 de març de 2017. En aquesta edició, la categoria de millor disseny de vídeo, instaurada en la represa del 2015, fou substituïda per la de millors eines digitals, categoria que incloïa qualsevol tècnica digital aplicada a les arts escèniques, inclosa la videoprojecció. La categoria de millor sala, també instaurada el 2015, passà a ser de designació directa sense finalistes. Com ha novetat, s'atorgaren quatre premis especials de dansa en categories tècniques: espai escènic, il·luminació, vestuari i composició musical.

## IV Premi Gonzalo Pérez de Olaguer
- Imma Colomer, per la seva àmplia trajectòria escènica.

## XIX Premis de la Crítica de Teatre
| Categoria | Persona                            | Obra | Autoria                                                                       | Direcció | Teatre |
| --- | ---------------------------------- | --- | ----------------------------------------------------------------------------- | --- | ------ |
| Millor espectacle |                                    | |                                                                               | |        |
| - | Davant la jubilació                | Thomas Bernhard | Krystian Lupa                                                                 | El Canal de Salt (Temporada Alta 2016) i Teatre Lliure                                                                                                  |        |
| - | Dansa d'agost                      | Brian Fiel i Cia. La Perla 29 | Ferran Utzet                                                                  | Biblioteca de Catalunya |        |
| - | El professor Bernhardi             | Adaptació de Lluïsa Cunillé de l'obra homònima d'Arthur Schnitzler | Xavier Albertí                                                                | TNC |        |
| Millor espectacle internacional |                                    | |                                                                               | |        |
| - | MDLSX                              | Daniela Nicolò, Silvia Calderoni i Cia. Motus | Enrico Casagrande i Daniela Nicolò                                            | Mercat de les Flors (Grec 16) |        |
| - | De stille kracht (La força oculta) | Peter Van Kraaij i Toneelgroep Amsterdam, a partir de la novel·la homònima de Louis Couperus                                                                                     | Ivo van Hove                                                                  | Teatre Lliure (Grec 16) |        |
| - | De welwillenden (Les benignes)     | Guy Cassiers, Erwin Jans, Toneelgroep Amsterdam i Toneelhuis, a partir de la novel·la homònima de Jonathan Littell                                                               | Guy Cassiers                                                                  | Teatre Municipal de Girona (Temporada Alta 2016) |        |
| Millor musical |                                    | |                                                                               | |        |
| - | Scaramouche                        | Joan Lluís Bozzo, David Pintó, Joan Vives, Albert Ginovart i Cia. Dagoll Dagom, a partir de la novel·la homònima de Rafael Sabatini i de la pel·lícula homònima de George Sidney | Joan Lluís Bozzo i Joan Vives                                                 | Teatre Victòria |        |
| - | El despertar de la primavera       | Steven Sater, Duncan Shek i Origen Porduccions, a partir de l'hobra homònima de Frank Wedekind                                                                                   | Marc Vilavella i Gustavo Llull                                                | TGB |        |
| - | Gente bien                         | Jordi Milán i La Cubana, a partir de l'obra homònima de Santiago Rusiñol | Jordi Milán                                                                   | Teatre Coliseum |        |
| Premi a les noves tendències |                                    | |                                                                               | |        |
| - | Birdie                             | Creació col·lectiva de l'Agrupación Señor Serrano | Agrupación Señor Serrano                                                      | Sala Hiroshima (Grec 16) |        |
| - | Afasians - The Last Conference     | Creació col·lectiva de les companyies loscorderos·sc i Za! | David Climent, Pablo Molinero (loscorderos·sc), Edu Pou i Pau Rodríguez (Za!) | Mercat de les Flors (Grec 16) |        |
| - | Claudia                            | Claudia Victoria Poblete Hlaczik, Carles Fernández Giua, Eugenio Szwarcer i Cia. La Conquesta del Pol Sud                                                                        | Carles Fernández Giua                                                         | CCCB (Grec 16) |        |
| Millor direcció |                                    | |                                                                               | |        |
| Lluís Pasqual | A teatro con Eduardo               | Lluís Pasqual, a partir de dues obres d'Eduardo De Filippo: Home i senyor i La gran il·lusió                                                                                     | -                                                                             | Teatre Lliure |        |
| Julio Manrique | La treva (Time Stands Still)       | Donald Margulies, Cia. La Brutal i Bitó Produccions | -                                                                             | La Villarroel |        |
| Ferran Utzet | Dansa d'agost                      | Brian Fiel i Cia. La Perla 29 | -                                                                             | Biblioteca de Catalunya |        |
| Millor actriu principal |                                    | |                                                                               | |        |
| Marta Angelat | Davant la jubilació                | Thomas Bernhard | Krystian Lupa                                                                 | El Canal de Salt (Temporada Alta 2016) i Teatre Lliure                                                                                                  |        |
| Emma Vilarasau | Infàmia                            | Pere Riera i Grup Focus | Pere Riera                                                                    | La Villarroel |        |
| Laura Conejero | La fortuna de Sílvia               | Josep Maria de Sagarra | Jordi Prat i Coll                                                             | TNC |        |
| Millor actor principal |                                    | |                                                                               | |        |
| Lluís Homar | El professor Bernhardi             | Adaptació de Lluïsa Cunillé de l'obra homònima d'Arthur Schnitzler | Xavier Albertí                                                                | TNC |        |
| Ramon Madula | A teatro con Eduardo               | Lluís Pasqual, a partir de dues obres d'Eduardo De Filippo: Home i senyor i La gran il·lusió                                                                                     | Lluís Pasqual                                                                 | Teatre Lliure |        |
| Ernest Villegas | Un obús al cor                     | Wajdi Mouawad i Cia. La Perla 29 | Oriol Broggi i Ferran Utzet                                                   | Teatre de Salt (Temporada Alta 2016) i Biblioteca de Catalunya                                                                                          |        |
| Millor actriu de repartiment |                                    | |                                                                               | |        |
| Anna Moliner | Infàmia                            | Pere Riera i Grup Focus | Pere Riera                                                                    | La Villarroel |        |
| Rosa Renom | El preu                            | Arthur Miller, Bitó Produccions i Grup Focus | Sílvia Munt                                                                   | Teatre Goya (Grec 16) |        |
| Mima Riera | La treva (Time Stands Still)       | Donald Margulies, Cia. La Brutal i Bitó Produccions | Julio Manrique                                                                | La Villarroel |        |
| Millor actor de repartiment |                                    | |                                                                               | |        |
| Lluís Villanueva | Caïm i Abel                        | Marc Artigau i Cia. La Perla 29 | Marc Artigau                                                                  | Biblioteca de Catalunya |        |
| Manel Barceló | El professor Bernhardi             | Adaptació de Lluïsa Cunillé de l'obra homònima d'Arthur Schnitzler | Xavier Albertí                                                                | TNC |        |
| Ramon Madaula | La treva (Time Stands Still)       | Donald Margulies, Cia. La Brutal i Bitó Produccions | Julio Manrique                                                                | La Villarroel |        |
| Millor text |                                    | |                                                                               | |        |
| Pere Riera | Infàmia                            | Pere Riera i Grup Focus | Pere Riera                                                                    | La Villarroel |        |
| Jan Vilanova Claudín | hISTÒRIA                           | Jan Vilanova Claudín i Sixto Paz Produccions | Pau Roca                                                                      | Sala Beckett |        |
| Pau Miró | Victòria                           | Pau Miró | Pau Miró                                                                      | TNC |        |
| Millor dramatúrgia o adaptació |                                    | |                                                                               | |        |
| Lluïsa Cunillé | El professor Bernhardi             | Adaptació de l'obra homònima d'Arthur Schnitzler | Xavier Albertí                                                                | TNC |        |
| Lluís Pasqual | In memoriam. La quinta del biberó  | Dramatúrgia a partir de testimonis reals de supervivents de la lleva del biberó i d'altres documents històrics referents a la Guerra Civil espanyola i a la batalla de l'Ebre    | Lluís Pasqual                                                                 | Teatre Municipal de Girona (Temporada Alta 2016) i Teatre Lliure                                                                                        |        |
| Adrià Aubert i Maria Canelles | Ronda naval sota la boira          | Adaptació de la novel·la homònima de Pere Calders | Adrià Aubert                                                                  | El Maldà |        |
| Millor espai escènic |                                    | |                                                                               | |        |
| Alejandro Andújar i Lluís Pasqual | A teatro con Eduardo               | Lluís Pasqual, a partir de dues obres d'Eduardo De Filippo: Home i senyor i La gran il·lusió                                                                                     | Lluís Pasqual                                                                 | Teatre Lliure |        |
| Lluc Castells i Jose Novoa | El professor Bernhardi             | Adaptació de Lluïsa Cunillé de l'obra homònima d'Arthur Schnitzler | Xavier Albertí                                                                | TNC |        |
| Max Glaenzel | Victòria                           | Pau Miró | Pau Miró                                                                      | TNC |        |
| Millor vestuari |                                    | |                                                                               | |        |
| Montse Amenós | Scaramouche                        | Joan Lluís Bozzo, David Pintó, Joan Vives, Albert Ginovart i Cia. Dagoll Dagom, a partir de la novel·la homònima de Rafael Sabatini i de la pel·lícula homònima de George Sidney | Joan Lluís Bozzo i Joan Vives                                                 | Teatre Victòria |        |
| Alejandro Andújar | A teatro con Eduardo               | Lluís Pasqual, a partir de dues obres d'Eduardo De Filippo: Home i senyor i La gran il·lusió                                                                                     | Lluís Pasqual                                                                 | Teatre Lliure |        |
| Mercè Paloma | Maria Estuard                      | Adaptació de Sergi Belbel de l'obra homònima de Friedrich von Schiller | Sergi Belbel                                                                  | Teatre Lliure |        |
| Millor il·luminació |                                    | |                                                                               | |        |
| Quim Blancafort | Un obús al cor                     | Wajdi Mouawad i Cia. La Perla 29 | Oriol Broggi i Ferran Utzet                                                   | Teatre de Salt (Temporada Alta 2016) i Biblioteca de Catalunya                                                                                          |        |
| Xavier Clot | A teatro con Eduardo               | Lluís Pasqual, a partir de dues obres d'Eduardo De Filippo: Home i senyor i La gran il·lusió                                                                                     | Lluís Pasqual                                                                 | Teatre Lliure |        |
| Guillem Gelabert | Dansa d'agost                      | Brian Fiel i Cia. La Perla 29 | Ferran Utzet                                                                  | Biblioteca de Catalunya |        |
| Millors eines digitals |                                    | |                                                                               | |        |
| Vicenç Viaplana i Alberto Barberá | Birdie                             | Creació col·lectiva de l'Agrupación Señor Serrano | Agrupación Señor Serrano                                                      | Sala Hiroshima (Grec 16) |        |
| Eugenio Szwarcer | Claudia                            | Claudia Victoria Poblete Hlaczik, Carles Fernández Giua, Eugenio Szwarcer i Cia. La Conquesta del Pol Sud                                                                        | Carles Fernández Giua                                                         | CCCB (Grec 16) |        |
| Joan Rodón | Nora                               | Raimon Molins, a partir de l'obra Casa de nines d'Henrik Ibsen | Raimon Molins                                                                 | Sala Atrium |        |
| Millor espai sonor |                                    | |                                                                               | |        |
| Roger Ábalos | Davant la jubilació                | Thomas Bernhard | Krystian Lupa                                                                 | El Canal de Salt (Temporada Alta 2016) i Teatre Lliure                                                                                                  |        |
| Clara Peya | Pluja                              | Marc Angelet, Andreu Martínez, Clara Peya i Guillem Albà | Guillem Albà i Clara Peya                                                     | 19a Fira Mediterrània de Manresa, 11a Mostra Butaka de Teatre Jove d'Olesa de Montserrat, Teatre Municipal de Girona (Temporada Alta 2016) i L'Auditori |        |
| Roc Mateu | Scaramouche                        | Joan Lluís Bozzo, David Pintó, Joan Vives, Albert Ginovart i Cia. Dagoll Dagom, a partir de la novel·la homònima de Rafael Sabatini i de la pel·lícula homònima de George Sidney | Joan Lluís Bozzo i Joan Vives                                                 | Teatre Victòria |        |
| Premi Revelació |                                    | |                                                                               | |        |
| Elisabet Molet, Laura Daza, Jana Gómez, Clara Solé, Mireia Coma, Clara Gispert, Marc Flynn, Eloi Gómez, Dídac Flores, Marc Udina, Roc Bernadí, Àlex Sanz i Bittor Fernández                                                                      | El despertar de la primavera       | Steven Sater, Duncan Shek i Origen Porduccions, a partir de l'hobra homònima de Frank Wedekind                                                                                   | Marc Vilavella i Gustavo Llull                                                | TGB |        |
| Enric Montefusco | Tata Mala                          | Enric Montefusco & Buena suerte, a partir d'un text de Diana Bandini | Enric Montefusco                                                              | CCCB (Grec 16) i Teatre Kursaal de Manresa (19a Fira Mediterrània)                                                                                      |        |
| Ricard Farré i Enric Cambray | Les dones sàvies                   | Lluís Hansen, a partir de l'obra homònima de Molière | Ricard Farré i Enric Cambray                                                  | El Maldà |        |
| Millor Sala |                                    | |                                                                               | |        |
| La Villarroel |                                    | |                                                                               | |        |
| Jurat de Teatre |                                    | |                                                                               | |        |
| Joan-Anton Benach, Jordi Bordes, Sergi Doria, Santi Fondevila, Andreu Gomila, César López Rossell, Iolanda G. Madariaga, Marcos Ordóñez, Juan Carlos Olivares, Ramon Oliver, Xavi Pardo, María José Ragué, José Carlos Sorribes i Andreu Sotorra |                                    | |                                                                               | |        |

## III Premis de la Crítica de Dansa
| Categoria                                                                                 | Persona | Obra | Autoria | Direcció | Teatre |
| ----------------------------------------------------------------------------------------- | --- | --- | --- | --- | --- |
| Millor espectacle nacional de dansa                                                       | | | | | |
| -                                                                                         | Afasians - The Last Conference | Creació col·lectiva de les companyies loscorderos·sc i Za! | David Climent, Pablo Molinero (loscorderos·sc), Edu Pou i Pau Rodríguez (Za!) | Mercat de les Flors (Grec 16) | |
| -                                                                                         | La piel del huevo te lo da | Sol Picó Cia. de Dansa | Sol Picó | Mercat de les Flors | |
| -                                                                                         | 7 Lunas | Cia. Mal Pelo, María Muñoz i Niño de Elche | Cia. Mal Pelo, María Muñoz i Niño de Elche | Mercat de les Flors | |
| Millor espectacle internacional de dansa                                                  | | | | | |
| -                                                                                         | Nicht schlafen (Sense dormir) | Alain Platel, Steven Prengels, Hildegard De Vuyst i Cia. Les ballets C de la B, a partir de l'obra de Gustav Mahler | Alain Platel | Teatre Municipal de Girona (Temporada Alta 2016) | |
| -                                                                                         | Mongrel | Marina Mascarell, Chris Lancaster, Yamila Ríos, Bodil Persson i GöteborgsOperans Danskompani | Marina Mascarell | Mercat de les Flors | |
| -                                                                                         | The dogs days are over | Jan Martens i Renée Copraij | Jan Martens | Mercat de les Flors (5èSâlmon< Fest) | |
| Millor ballarina                                                                          | | | | | |
| Marina Rodríguez                                                                          | Kova ¬ Geographic Tools | Marcos Morau, Roberto Fratini, Lorena Nogal, Pablo Gisbert i Cia. La Veronal | Marcos Morau | SAT! | |
| Eulàlia Bergadà                                                                           | Gold Dust Rush | Eulàlia Bergadà, Aloma Ruiz i Roberto Fratini | Eulàlia Bergadà i Lipi Hernández | El Graner (Grec 16) i MACBA (Cicle MACBA es viu) | |
| Roser Tutusaus                                                                            | Menar | Roser Tutusaus i Joan Català | Roser Tutusaus i Joan Català | Can Gassol de Mataró i Plaça Major de Tàrrega (FiraTàrrega 2016) | |
| Millor ballarí                                                                            | | | | | |
| Miquel Fiol                                                                               | Back Àbac | Àngels Margarit i Cia. Mudances | Àngels Margarit | Mercat de les Flors | |
| Ciro Tamayo                                                                               | Coppélia | Charles Nuitter, Léo Delibes i Arthur Saint-Léon. Versió d'Enrique Martínez. Ballet Nacional de Sodre d'Uruguai | Julio Bocca | Gran Teatre del Liceu | |
| David Climent                                                                             | Afasians - The Last Conference | Creació col·lectiva de les companyies loscorderos·sc i Za! | David Climent, Pablo Molinero (loscorderos·sc), Edu Pou i Pau Rodríguez (Za!) | Mercat de les Flors (Grec 16) | |
| David Climent                                                                             | Al Baile | Juan Carlos Lérida, Roberto Romei i Asociación Flamenco Empírico | Juan Carlos Lérida | Mercat de les Flors | |
| Millor coreografia                                                                        | | | | | |
| Marcos Morau i Kukai Dantza                                                               | Oskara | Marcos Morau, Jon Maya Sein, Pablo Gisbert, Cia. La Veronal i Kukai Dantza | Marcos Morau, Cia. La Veronal i Jon Maya Sein | 34è Festival Ésdansa de Les Preses i Teatre de l'Ateneu de Tàrrega (FiraTàrrega 2016) | |
| Cesc Gelabert, Valère Novarina i Moisès Maicas                                            | Escrit en l'aire (Gelabert dansa Novariana) | Cesc Gelabert, Valère Novarina, Moisès Maicas, Borja Ramos i Cia. Gelabert/Azzopardi | Moisès Maicas i Borja Ramos | Teatre Lliure (Grec 16) | |
| Marina Mascarell i GöteborgsOperans Danskompani                                           | Mongrel | Marina Mascarell, Chris Lancaster, Yamila Ríos, Bodil Persson i GöteborgsOperans Danskompani | Marina Mascarell | Mercat de les Flors | |
| Millor solo                                                                               | | | | | |
| Cesc Gelabert                                                                             | Escrit en l'aire (Gelabert dansa Novariana) | Cesc Gelabert, Valère Novarina, Moisès Maicas, Borja Ramos i Cia. Gelabert/Azzopardi | Moisès Maicas i Borja Ramos | Teatre Lliure (Grec 16) | |
| Yasmine Hugonnet                                                                          | Le Récital des Postures | Yasmine Hugonnet i Michael Nick | Yasmine Hugonnet | Sala Hiroshima | |
| Quim Bigas                                                                                | Molar | Diego Gil, Quim Bigas, Søren Linding | Quim Bigas | Plaça del Teatre d'Olot (Sismògraf 2016), Plaça Major de Tàrrega (FiraTàrrega 2016), Plaça Vella de Terrassa (TNT 2016) | |
| Premi Especial                                                                            | - Joana Martí, pel vestuari de Gold Dust Rush, espectacle de dansa creat per la ballarina Eulàlia Bergadà, presentat al Graner, centre de creació, en el marc del Festival Grec 2016. - Cube.bz, pels seus dissenys d'il·luminació realitzats per a diversos espectacles de dansa. - Borja Ramos, per la composició musical d'Escrit en l'aire (Gelabert dansa Novariana), espectacle de dansa de la Cia. Gelabert/Azzopardi, dirigit per Moisès Maicas, estrenat al Teatre Lliure en el marc del Festival Grec 2016. - Kristin Torp, per l'espai escènic de Mongrel, espectacle de dansa de la GöteborgsOperans Danskompani, dirigit per Marina Mascarell, i presentat al Mercat de les Flors. | - Joana Martí, pel vestuari de Gold Dust Rush, espectacle de dansa creat per la ballarina Eulàlia Bergadà, presentat al Graner, centre de creació, en el marc del Festival Grec 2016. - Cube.bz, pels seus dissenys d'il·luminació realitzats per a diversos espectacles de dansa. - Borja Ramos, per la composició musical d'Escrit en l'aire (Gelabert dansa Novariana), espectacle de dansa de la Cia. Gelabert/Azzopardi, dirigit per Moisès Maicas, estrenat al Teatre Lliure en el marc del Festival Grec 2016. - Kristin Torp, per l'espai escènic de Mongrel, espectacle de dansa de la GöteborgsOperans Danskompani, dirigit per Marina Mascarell, i presentat al Mercat de les Flors. | - Joana Martí, pel vestuari de Gold Dust Rush, espectacle de dansa creat per la ballarina Eulàlia Bergadà, presentat al Graner, centre de creació, en el marc del Festival Grec 2016. - Cube.bz, pels seus dissenys d'il·luminació realitzats per a diversos espectacles de dansa. - Borja Ramos, per la composició musical d'Escrit en l'aire (Gelabert dansa Novariana), espectacle de dansa de la Cia. Gelabert/Azzopardi, dirigit per Moisès Maicas, estrenat al Teatre Lliure en el marc del Festival Grec 2016. - Kristin Torp, per l'espai escènic de Mongrel, espectacle de dansa de la GöteborgsOperans Danskompani, dirigit per Marina Mascarell, i presentat al Mercat de les Flors. | - Joana Martí, pel vestuari de Gold Dust Rush, espectacle de dansa creat per la ballarina Eulàlia Bergadà, presentat al Graner, centre de creació, en el marc del Festival Grec 2016. - Cube.bz, pels seus dissenys d'il·luminació realitzats per a diversos espectacles de dansa. - Borja Ramos, per la composició musical d'Escrit en l'aire (Gelabert dansa Novariana), espectacle de dansa de la Cia. Gelabert/Azzopardi, dirigit per Moisès Maicas, estrenat al Teatre Lliure en el marc del Festival Grec 2016. - Kristin Torp, per l'espai escènic de Mongrel, espectacle de dansa de la GöteborgsOperans Danskompani, dirigit per Marina Mascarell, i presentat al Mercat de les Flors. | - Joana Martí, pel vestuari de Gold Dust Rush, espectacle de dansa creat per la ballarina Eulàlia Bergadà, presentat al Graner, centre de creació, en el marc del Festival Grec 2016. - Cube.bz, pels seus dissenys d'il·luminació realitzats per a diversos espectacles de dansa. - Borja Ramos, per la composició musical d'Escrit en l'aire (Gelabert dansa Novariana), espectacle de dansa de la Cia. Gelabert/Azzopardi, dirigit per Moisès Maicas, estrenat al Teatre Lliure en el marc del Festival Grec 2016. - Kristin Torp, per l'espai escènic de Mongrel, espectacle de dansa de la GöteborgsOperans Danskompani, dirigit per Marina Mascarell, i presentat al Mercat de les Flors. |
| Jurat de Dansa                                                                            | | | | | |
| Carmen del Val, Sara Estellés, Montse Otzet, Bàrbara Raubert, Jordi Sora i Clàudia Brufau | | | | | |

## III Premis de la Crítica de Teatre Familiar
| Categoria | Persona                           | Obra                                                                                                | Autoria                        | Direcció | Teatre |
| --- | --------------------------------- | --------------------------------------------------------------------------------------------------- | ------------------------------ | --- | ------ |
| Millor espectacle familiar |                                   | |                                | |        |
| - | Renard o el llibre de les bèsties | Marc Rosich, Clara Peya i Cia. Teatre Obligatori, a partir del Llibre de les bèsties de Ramon Llull | Marc Rosich                    | Teatre Lliure |        |
| - | Nàufrgas                          | Cia. La Industrial Teatrera                                                                         | Jordi Purtí i Mamen Olías      | 27è Festival Al Carrer de Viladecans i Plaça dels Àlbers de Tàrrega (FiraTàrrega 2016)                                                        |        |
| - | Libèl·lula                        | Cia. Toti Toronell                                                                                  | Toti Toronell                  | 27a Fira de Titelles de Lleida |        |
| Millor espectacle per a joves |                                   | |                                | |        |
| - | El despertar de la primavera      | Steven Sater, Duncan Shek i Origen Porduccions, a partir de l'hobra homònima de Frank Wedekind      | Marc Vilavella i Gustavo Llull | TGB |        |
| - | Tata Mala                         | Enric Montefusco & Buena suerte, a partir d'un text de Diana Bandini                                | Enric Montefusco               | CCCB (Grec 16) i Teatre Kursaal de Manresa (19a Fira Mediterrània)                                                                            |        |
| - | Mal Martínez. Humor i hòsties     | Marc Martínez, Miguel Casamayor, Marta Pérez i El Terrat                                            | Miguel Casamayor i Marta Pérez | Espai Las Vegas de Sant Feliu de Guíxols (Singlot Festival 2016), Teatre Eòlia, Teatre Sagarra de Santa Coloma de Gramenet i Teatre del Raval |        |
| Jurat Familiar |                                   | |                                | |        |
| Ferran Baile, Jordi Bordes, Núria Cañamares, Iolanda G. Madariaga, Víctor Giralt, Andreu Sotorra, Carme Tierz i Josep M. Viaplana |                                   | |                                | |        |

## II Premi de la Crítica d'Arts del Carrer
| Categoria                                                                                          | Persona       | Obra                                                     | Autoria                      | Direcció | Teatre |
| -------------------------------------------------------------------------------------------------- | ------------- | -------------------------------------------------------- | ---------------------------- | --- | ------ |
| Millor espectacle d'arts del carrer                                                                |               |                                                          |                              | |        |
| -                                                                                                  | Menar         | Roser Tutusaus i Joan Català                             | Roser Tutusaus i Joan Català | Can Gassol de Mataró i Plaça Major de Tàrrega (FiraTàrrega 2016)                                                        |        |
| -                                                                                                  | Molar         | Diego Gil, Quim Bigas, Søren Linding                     | Quim Bigas                   | Plaça del Teatre d'Olot (Sismògraf 2016), Plaça Major de Tàrrega (FiraTàrrega 2016), Plaça Vella de Terrassa (TNT 2016) |        |
| -                                                                                                  | Terra condere | Maria Capell Pera, Rinat Izhak, Andrea Paz i Cia. Silere | Maria Capell Pera            | FiraTàrrega 2016 |        |
| Jurat Arts de Carrer                                                                               |               |                                                          |                              | |        |
| Núria Cañamares, Imma Fernández, Aída Pallarés, Manuel Pérez Muñoz, Mercè Rubià i Oriol Puig Taulè |               |                                                          |                              | |        |